# Andalucia godoyi
Az Andalucia godoyi a Jakobida Andaluciidae csoportjának Andalucia nemzetségének jelenleg egyetlen ismert faja. Kozmopolita.

## Genetika

### Magi
Magi genomját és mitokondriális proteomját először 2020-ban írták le Michael W. Gray et al. Mitokondriális genomja génekben leggazdagabb, és a bakteriálishoz leghasonlóbb. 864 lehetséges mitokondriális fehérjét azonosítottak, így más eukariótákhoz hasonló összetettségű. Nem találtak a Jakobidán kívül minden eukariótában mitokondriális transzkriptázként működő 1 alegységből álló T3/T7 bakteriofágszerű RNS-polimeráz génjének jelenlétére vagy korábbi jelenlétére való bizonyítékot, ehelyett bakteriális α2ββ′σ-RNS-polimerázzal rendelkezik. 3 nem mitokondriális piruvát-kináza van, az AgPK2 az eukariótákban gyakori citoszolikus, az AgPK1 és AgPK3 különböző bakteriális kládok rokona: az AgPK1 a többi ismert mitokondriális piruvát-kináztól eltérő evolúciós eredetű.
Az anaerob Stygiella incarcerata fajjal szemben nem rendelkezik a hidrogéntermelő erjesztőrendszer részeivel, például piruvát–ferredoxin-oxidorduktázzal vagy FeFe-hidrogenázzal és annak maturázaival, de hozzá hasonlóan rendelkezik mitokondriális célú, feltehetően az anaerob működésre is képes mitokondriumokban ismert acetáttermelő erjesztést lehetővé tevő acetát:szukcinát-koenzim A-transzferázzal.
3 magban kódolt riboszomális fehérjéje van, melyeket más eukariótákban mtDNS kódol: az Rps16-ot az Amoebozoa, a Malawimonadida és az Apusomonadida, az Rpl23-at a Diphylleia, az Rpl36-ot a Malawimonadida mtDNS-e kódol. Ezek Jakobida-mtDNS-ben nem ismertek.
18S rRNS-e 27. hélixének alapján lévő GC bázispárral igazolható, hogy az Andalucina tagja.

### Mitokondrium
Mitokondriális DNS-e 67 656 bp hosszú, rendelkezik a vas-kén csoport-bioszintézis és a citromsavciklus minden génjével. Az izocitrát-dehidrogenáz, a 2-oxoglutarát-dehidrogenáz E1 és a szukcinil-koenzim A-szintetáz, β-alegység 2 formája is megtalálható. Valószínűleg a mitokondriumokra célzott mitokondriális kalciumstimulált piruvát-dehidrogenáz-foszfatáz-ortológgal (PDH-foszfatáz, PDP) is rendelkezik.
A NADH:ubikinon-oxidoreduktáz 12, a szukcinát-dehidrogenáz 3, a citokróm c-reduktáz 1, a citokróm c-oxidáz 3, az ATP-szintáz 8 génje mitokondriális, míg a humán genomban 7, 0, 1, 3, illetve 2 gén ilyen.
Sejtlégzése elágazhat, mivel 2 alternatívoxidáz-izoforma és rotenonfüggetlen NADH-dehidrogenáz is megtalálható benne.
Mitokondriális transzkripciós faktor A-homológja nem ismert, de ismert 2 mitokondriális transzkripciós faktor B-homológja (AgDMT1, AgDMT2), a humán és gomba-TFB-khez hasonlóan dimetiltranszferáz-doménnel. E domén lehetővé teszi a SSU rRNS 3′-terminális hélixének két szomszédos adeninje dimetilezését.
4 peptidil-tRNS-hidroláza van, ebből 2 a Pth1, 2 a Pth2 osztály tagja. Nincs mitokondriális célzószekvenciájuk.
Mitokondriális riboszómájának legalább 75 fehérjéje van, ebből a kis alegységben legalább 31 található – ebből a mitokondrium legalább 12-t kódol –, köztük az utolsó eukarióta közös ős (LECA) feltehetően 20 fehérjéjével (S1–S19, S21), 10, a LECA-ban nem feltételezett fehérjével (S22, S23, S29, S33, S35, S42, S47, Mrp10) és lehetséges S26- és S38-ortológgal. A nagy alegység legalább 44 fehérjéből áll, köztük a LECA-ban feltételezett 32 fehérjéből 31-gyel (L1–L6, L9–L25, L27–L29, L31–L36; csak az L30 nem ismert benne) és 10, a LECA-n kívüli, de más fajokban ortológgal rendelkező fehérjével (L38, L41, L43–L46, L49, L53, L54, L61).
Több mint 20 enzim módosítja az Andalucia mitokondriális rRNS-eit és tRNS-eit: a számos metiltranszferáz és pszeudouridin-szintáz mellett több, a tRNS antikodonköreibe kerülő hipermódosított nukleotidokat (például mnm5U, m6t6A, i6A) létrehozó enzimje is van, köztük 7 humán gén (GTPBP, MTO1, NSUN3, TRIT1, TRMT5, TRNT) ortológjaival.
Bár mitokondriális genomja géngazdag, nincs mitokondriális SRP-rendszere.

#### Bakteriális gének
Bakteriális ribonukleáz P-t kódol, ennek fehérjekomponensének (RnpA) mitokondriális ortológja ismert. Ilyen ortológok ismertek még prazinofitonok – például az Ostreococcus tauri – magi genomjából, de pontos célpontjuk ismeretlen.
A transzláció és a riboszóma fehérjéi közt találhatók bakteriális iniciációs faktorok (IF2, IF3), elongációs faktorok (EF-G1, EF-Tu, EF-Ts, EF-P, GUF1/LepA/EF4) és 6 peptidlánc-felszabadító/riboszóma-újrahasznosító faktor (EF-G2, mtRF1, mtRF2, humán C12orf65-szerű peptidfelszabadító faktor, RsfS, riboszóma-újrahasznosító faktor). A mitokondriális EF-G1 és EF-G2 a bakteriális EF-G két funkcióját, a transzlokációt, illetve a mitokondriális RRF-fel együtt történő riboszóma-újrahasznosítást külön végzik. A C12orf65
Mitokondriális SSU rRNS-e szekvenciája Escherichia coliéhoz több mint 70%-ban hasonlít, és annál csak 2-vel kevesebb terminális hélixe van, valamint 3 hélixben csekély apikális lekerekítés történt. Pontmutációk csak a központi és a 3′-végi fő doménekben vannak, és kovariációs partnerváltozásokkal együtt történtek.

## Rendszertan
Az Andalucia morfológiája a Jakobida többi kládjához hasonló. A molekuláris adatok nem mindig voltak egyértelműek, de 2009-es filogenomikai elemzések alapján a többi Jakobida-klád testvércsoportja, vagyis közelebbi rokonuk, mint a Heterolobosea vagy az Euglenozoa, a Discoba másik 2 kládja. α-Tubulinja az Opisthokonta és a Diplomonadida génjeinek közelebbi rokona, mint közelebbi rokonaié, ezt horizontális géntranszfer magyarázhatja.
2015-ben az Andalucia egyetlen leírt faja volt. A szulfidgazdag intertidális zóna tengeri üledékeiben élő Andalucia incarceratát ekkor helyezték át a Stygiella nemzetségbe Stygiella incarcerata néven.
Környezeti DNS-szekvenciák elemzése alapján legalább 2 további, még nem izolált vagy formálisan leírt faja van.
Adl et al. 2019-es rendszertanában az Andalucina egyik tagja volt, a Stygiellidae testvérkládja, Thomas Cavalier-Smith 2022-es rendszertanában e kládokat az Eolouka törzsbe sorolta.

## Morfológia
Szabadon úszó sejt, mely időlegesen felszínekhez csatlakozik. Aerob, mitokondriális cristái csőszerűek.

## Jelentőség
Génekben gazdag – 100 génje van, ebből 66 fehérjekódoló – mitogenomja lehetővé teszi más kládok – például a Retaria – mitokondriális genomjának fejlődésének vizsgálatát egysejtes sokszorosított genomokkal.

## Fordítás
Ez a szócikk részben vagy egészben  az   Andalucia (genus) című angol Wikipédia-szócikk ezen változatának fordításán alapul.  Az eredeti cikk szerkesztőit annak laptörténete sorolja fel. Ez a jelzés csupán a megfogalmazás eredetét és a szerzői jogokat jelzi, nem szolgál a cikkben szereplő információk forrásmegjelöléseként.